# Daniel Baldy

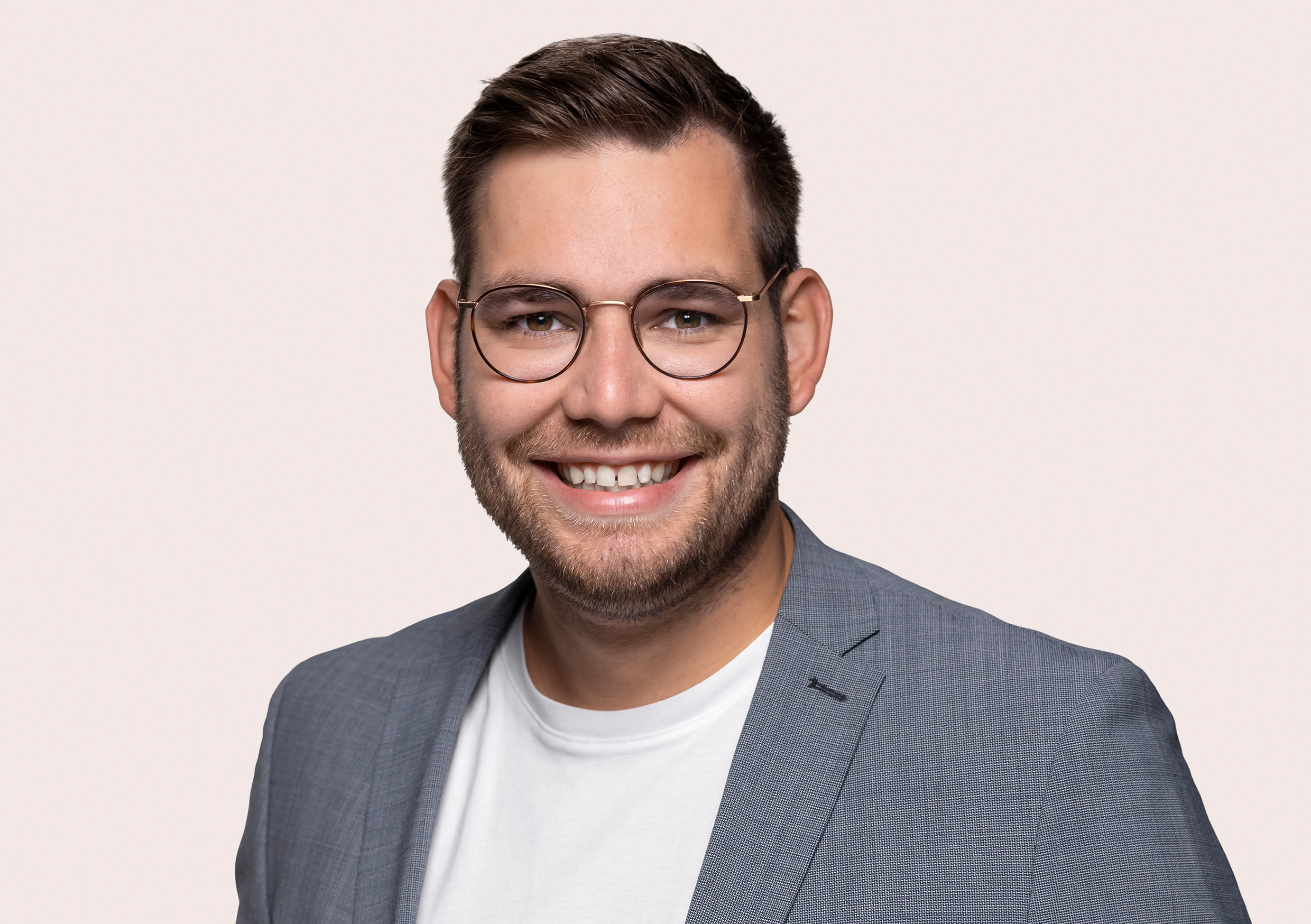
Daniel Baldy, 2021

Daniel Baldy (* 25. September 1994 in Bingen am Rhein) ist ein deutscher Politiker (SPD) und seit 2021 Mitglied des Deutschen Bundestags.

## Leben
Baldy wuchs in Münster-Sarmsheim im Landkreis Mainz-Bingen auf, wo er bis Sommer 2023 lebte. Er besuchte das Stefan-George-Gymnasium in Bingen und studierte zwischen 2013 und 2020 Geschichte, katholische Religion und Sozialkunde auf Lehramt an der Johannes Gutenberg-Universität Mainz. Im Sommer 2021 schloss er sein Referendariat am Heinrich-Heine-Gymnasium in Kaiserslautern ab. Er lebt in Mainz, ist verheiratet und römisch-katholischer Konfession.

## Politik und politische Positionen
Baldy trat 2011 der SPD bei und war zwischen 2014 und 2018 Vorsitzender der Jusos Mainz-Bingen. Bei den Kommunalwahlen 2014 wurde er erstmals in den Gemeinderat von Münster-Sarmsheim gewählt. Nach den Kommunalwahlen 2019 wurde er dort Vorsitzender der SPD-Fraktion. Er wurde im April 2021 als SPD-Kandidat für den Bundestagswahlkreis Mainz nominiert.
Bei der Bundestagswahl 2021 gewann Baldy das Direktmandat im Bundestagswahlkreis Mainz. Er erhielt mit 24,9 Prozent die meisten Erststimmen vor Ursula Groden-Kranich (CDU), die damit den Wahlkreis nach zwei Legislaturen verlor. Als wichtigstes Thema für die Wahlperiode nennt Baldy die Herausforderungen des Klimawandels und fordert eine klimafreundliche Verkehrswende, die „Menschen mit niedrigem Einkommen nicht zurücklässt“. Er befürwortet die Übernahme kommunaler Altschulden durch den Bund, da diese laut Baldy „die Zukunfts- und Leistungsfähigkeit der Kommunen“ gefährdeten. Im März 2022 äußerte er sich als Befürworter einer allgemeinen COVID-19-Impfpflicht, da nur über flächendeckendes Impfen ein Ausweg aus der COVID-19-Pandemie möglich sei. Verfassungsrechtlich hält Baldy diese Pflicht für „angemessen“.
Baldy war im 20. Deutschen Bundestag Mitglied im Bundestagsausschuss für Familie, Senioren, Frauen und Jugend sowie im Ausschuss für Inneres und Heimat. Dazu war er stellvertretendes Mitglied im Ausschuss für Umwelt, Naturschutz, nukleare Sicherheit und Verbraucherschutz sowie Schriftführer. In der Arbeitsgruppe Innen der Fraktion war er zuständig für die Themen Cybersicherheit, politischen und religiösen Extremismus sowie Extremismusprävention. Im familienpolitischen Bereich kümmerte er sich insbesondere um Kinder- und Jugendschutz sowie den Schutz vor sexualisierter Gewalt an Kindern.
Gemeinsam mit seinen Kolleginnen Carmen Wegge und Anna Kassautzki verfasste Baldy im Juni 2023 ein Positionspapier der SPD-Bundestagsfraktion zum besseren Schutz von Kindern vor sexualisierter Gewalt. Das Papier fordert unter anderem ein Recht auf individuelle Aufarbeitung, die stärkere Prävention vor Cyber-Grooming sowie eine bessere Sensibilisierung für das Thema in den Schulen. Darüber hinaus befürwortet Baldy die Speicherung von IP-Adressen zur besseren Strafverfolgung.
Bei den Kommunalwahlen am 9. Juni 2024 wurde Baldy in den Stadtrat von Mainz gewählt; dort ist er jugend- und familienpolitischer Sprecher der SPD-Fraktion. Bereits im September 2024 nominierten die SPD-Kreisverbände Mainz und Mainz-Bingen Baldy als Kandidaten für die Bundestagswahl 2025. Bei der Wahl am 23. Februar 2025 erhielt er 23,7 Prozent der Erststimmen und verlor das Direktmandat an Groden-Kranich. Über die Landesliste der SPD zog Baldy jedoch erneut in den Bundestag ein.
Im 21. Deutschen Bundestag ist Baldy weiterhin ordentliches Mitglied im Innenausschuss sowie im Verteidigungsausschuss. Am 26. Juni 2025 wählte das Plenum des Bundestages ihn in das Parlamentarische Kontrollgremium zur Kontrolle der Nachrichtendienste des Bundes.

## Mitgliedschaften
Daniel Baldy ist Mitglied der überparteilichen Europa-Union Deutschland, die sich für ein föderales Europa und den europäischen Einigungsprozess einsetzt und der Gewerkschaften GEW und IG BCE. Beim FC Bundestag spielt Baldy in der Innenverteidigung.